# 脳外科医モンロー
『脳外科医モンロー』（のうげかいモンロー、原題：Monroe）は、イギリスの医療ドラマ。2011年にシーズン1が、2012年にシーズン2が放送された。全12話。
本国イギリスでのシーズン2放送終了後の2012年11月14日にシーズン2で終了となることが発表された。
日本ではWOWOWでシーズン1（全6話）が3話ずつ2014年1月18日と19日の2日間に渡って日本語吹替版で放送された。

## ストーリー
仕事にはクールで厳しいが、患者とその家族には思いやりを持って接する人情味のある腕利き脳外科医モンローの活躍を、家族との関係など日常生活を交えて1話完結で描く。

## キャスト
ガブリエル・モンロー
演 - ジェームズ・ネスビット、吹替 - 宮内敦士
セント・マシューズ病院の脳外科医。冗談ばかり口にしている陽気で人情味のある男だが、6年前に娘シャーロットを脳腫瘍で手術中に亡くす悲劇を経験している。当時、その心の傷を癒すために同僚ジャッキーと浮気したことで妻アンナに愛想を尽かされ、息子ニックの大学進学を機に別れを告げられる。結婚22年の妻が6年間も離婚の意思を隠し続けていたことに全く気付かないほど家庭よりも仕事を優先。趣味は競馬とポーカー。
ジェニー・ブレムナー
演 - サラ・パリッシュ、吹替 - 野沢由香里
モンローの同僚。心臓外科医。冗談の全く通じない合理的でクール過ぎる性格のため、モンローとぶつかることも多いが、互いに能力は認め合っている。研修医たちからは影で「鬼のブレムナー」と呼ばれている。10代で父親を自殺で亡くした経験から、善意や愛情を素直に受け入れられない。
ローレンス・シェパード
演 - トム・ライリー、吹替 - 川本克彦
モンローの同僚で親友。麻酔科医。独身で密かにブレムナーと交際しているが、何かとブレムナーに振り回される。
サリー・フォーチュン
演 - マンジンダー・ヴァーク、吹替 - 東條加那子
モンローの下で働く若手女性医師。インド系。モンローからの信頼は厚く、ポーカー仲間でもある。手術中にクモ膜下出血で倒れる。
ダニエル・スプリンガー
演 - ルーク・アレン＝ゲイル、吹替 - 菅原雅芳
モンローについた研修医。優秀だが勘違いも甚だしい傲慢不遜な青年で、モンローやブレムナーをはじめ、周りから嫌われ、バカにされているにもかかわらず、決してめげない。
キティ・ウィルソン
演 - ミシェル・アサンテ、吹替 - 薬丸夏子
モンローについた研修医。アフリカ系。おとなしく控えめな性格で手術を見学中に気を失うなど頼りないが、モンローからは能力を買われている。
サラ・ホイットニー
演 - クリスティーナ・チョン、吹替 - 渋谷はるか
ブレムナーについた研修医。アジア系。優秀で聡明。
アンドリュー・マラリー
演 - アンドリュー・ガワー、吹替 - 荻沢俊彦
ブレムナーについた研修医。少々頼りないが真面目。フォーチュンと交際中。
リー・ブラッドリー
演 - トーマス・モリソン、吹替 - 鈴木佑治
病院の雑務係。病院内でノミ屋を働いており、モンローやシェパードとはポーカー仲間でもある。雑務室はモンローたちのたまり場となっており、彼らの話し相手にもなっている。
アンナ・モンロー
演 - スーザン・リンチ
モンローの妻。息子ニックが大学進学とともに家を出たことを機にモンローと離婚。6年前にモンローが浮気をして以来、愛情をなくしていたことを隠し続けていた。
ニック・モンロー
演 - ペリー・ミルウォード
モンローの息子で大学生。医者になって欲しかったモンローの期待に反して哲学を専攻。両親の離婚の原因がモンローの浮気にあり、しかも、その浮気が妹シャーロットの死のショックから逃避するためだったことを知り、父親に強く反発するが、後に和解する。

## エピソード

### シーズン1（2011年）
| # | 邦題 原題                                | 脚本               | 演出               | 日本での放送日 | イギリスでの放送日 |
| - | ---------------------------------------- | ------------------ | ------------------ | -------------- | ------------------ |
| 1 | やさしい伴侶 Episode One                 | ピーター・ボウカー | ポール・マクギガン | 2014年1月18日  | 2011年3月10日      |
| 2 | ネイチャー・ボーイ Episode Two           | ピーター・ボウカー | ポール・マクギガン | 2014年1月18日  | 2011年3月17日      |
| 3 | ホーム・スウィート・ホーム Episode Three | ピーター・ボウカー | ポール・マクギガン | 2014年1月18日  | 2011年3月24日      |
| 4 | エンジェル・アイズ Episode Four          | ピーター・ボウカー | デヴィッド・ムーア | 2014年1月19日  | 2011年3月31日      |
| 5 | 恋を知らないあなた Episode Five          | ピーター・ボウカー | デヴィッド・ムーア | 2014年1月19日  | 2011年4月07日      |
| 6 | 夜も昼も Episode Six                     | ピーター・ボウカー | デヴィッド・ムーア | 2014年1月19日  | 2011年4月14日      |

### シーズン2（2012年）
| # | 邦題 原題            | 脚本               | 演出               | 日本での放送日 | イギリスでの放送日 |
| - | -------------------- | ------------------ | ------------------ | -------------- | ------------------ |
| 1 | （未） Episode One   | ピーター・ボウカー | デイモン・トーマス |                | 2012年10月01日     |
| 2 | （未） Episode Two   | ピーター・ボウカー | デイモン・トーマス |                | 2012年10月08日     |
| 3 | （未） Episode Three | ピーター・ボウカー | ブライアン・ケリー |                | 2012年10月15日     |
| 4 | （未） Episode Four  | ルーシー・ギャノン | デイモン・トーマス |                | 2012年10月22日     |
| 5 | （未） Episode Five  | ピーター・ボウカー | ブライアン・ケリー |                | 2012年10月29日     |
| 6 | （未） Episode Six   | ピーター・ボウカー | ブライアン・ケリー |                | 2012年11月05日     |